# Tessella jorgenseni
Tessella jorgenseni là một loài bướm đêm thuộc phân họ Arctiinae, họ Erebidae.